# Bartha Dénes (erdőmérnök)
Bartha Dénes (Nyíregyháza, 1956. október 30. –) magyar erdőmérnök, botanikus, egyetemi tanár, a Magyar Tudományos Akadémia doktora. Eredményei a természetvédelmi szempontú erdőfenntartás, a dendrológia, a természetvédelmi növénytan, a botanika- és erdészettörténet területén jelentősek.

## Életpálya
Általános iskolai és középiskolai tanulmányait szülővárosában, Nyíregyházán végezte, az általános iskola felső tagozatában matematika, a Krúdy Gyula Gimnáziumban biológia tagozatra járt. Érettségi után 1975/76-ban előfelvételis sorkatonai szolgálatot teljesített Szegeden. A soproni Erdészeti és Faipari Egyetem Erdőmérnöki Karán tanulmányait 1976-ban kezdte meg, erdőmérnöki diplomáját 1981-ben vette át. Egyetemi évei alatt fordult a botanika művelése felé, természetvédelmi szemlélete is ekkor gyökeresedett meg. 1982-ben a Kertészeti és Élelmiszeripari Egyetemen gombaszakértői, 1988-ban az Erdészeti és Faipari Egyetemen erdészeti növényvédelmi szakmérnöki oklevelet kapott.
Az egyetem elvégzése után hét hónapig a Borsodi Erdő- és Fafeldolgozó Gazdaság sárospataki erdészeténél szolgált erdőművelési műszaki gyakornokként, majd 1984. április 1-ig a Debreceni Erdőtervezési Iroda erdőtervezője volt. Ezután 1987. augusztus 31-ig a Debreceni Erdőfelügyelőség Nyíregyházi Osztályán erdőfelügyelői beosztásban dolgozott. A szakmai gyakorlati életben eltöltött hat év rányomta bélyegét a későbbi oktatói és kutatói tevékenységére, a tudományos problémák megoldásánál mindig kereste azok gyakorlati vonatkozásait is. 1987-ben a Magyar Tudományos Akadémia Tudományos Minősítő Bizottságánál 3 éves nappali továbbképzési ösztöndíjat kapott, kutatóhelyének – kérésére – az Erdészeti és Faipari Egyetem Növénytani Tanszékét jelölték ki. Kandidátusi értekezését 1991-ben védte meg, értekezésének címe „A változatosság vizsgálata a fehér nyár (Populus alba L.) hazai populációinál”.
Aspiránsi időszaka utolsó évében a Növénytani Tanszék másodállású egyetemi tanársegédjeként már részt vett az oktatásban. 1990. szeptember 1-től egyetemi tanársegédként, 1991. április 1-től egyetemi adjunktusként, 1991. szeptember 1-től egyetemi docensként teljesítette feladatát. 1994. szeptember 1-től megbízták a Növénytani Tanszék vezetésével. 1997-ben habilitált, s ebben az évben egyetemi tanárrá léptették elő. 1997-től 2001-ig Széchenyi Professzori Ösztöndíjas volt. 1998. július 1-től a Növénytani és Termőhelyismerettani Intézet, majd átszervezés után a Növénytani és Természetvédelmi Intézet intézetigazgatói feladatait látta el 2021. június 30-ig, nyugdíjjogosultsága eléréséig. 1997–2001 között az Erdőmérnöki Kar dékánhelyetteseként ténykedett, jelenleg egyetemi tanárként továbbra is oktat. 2007-ben megszerezte a Magyar Tudományos Akadémia Doktora címet, értekezésének címe „A magyarországi erdők természetességének vizsgálata”.
2021–2023, valamint 2024–2026 között a Magyar Tudományos Akadémia Erdészeti Tudományos Bizottságának elnöke.

## Munkássága
Oktatóként részben botanikai (Növényrendszertan, Növényismeret, Dendrológia, Növényföldrajz és társulástan, Vegetációismeret), részben természetvédelmi (Növényvilág védelme, Biológiai indikáció, Természetvédelmi értékelések, Növényfajok aktív védelme) témájú tantárgyakat ad elő. 1992-ben az akkori Erdészeti és Faipari Egyetemen posztgraduális Természetvédelmi szakmérnöki szakot, 2002-ben a Nyugat-Magyarországi Egyetem Erdőmérnöki Karán graduális Természetvédelmi mérnöki BSc, majd 2006-ban MSc szakot szervezett, amelyek szakfelelősi feladatait most is ellátja. 2010-ben a Roth Gyula Doktori Iskolán belül Természetvédelmi doktori programot alapított, ahol egyben programvezető is. Két tudományos periodika (Tilia 1994-, Silva naturalis 2013-) alapítója és főszerkesztője.
Kutatótevékenységét elsősorban az erdészet, a botanika és a természetvédelem szakterületek átfedéseiben végzi, kutatási területe a Pannon-medencét foglalja magába. Ezt a munkát hallgató kora óta intenzíven műveli, elsősorban a dendrológia, florisztika, fitocönológia, konzervációbiológia, természetvédelmi célú erdőfenntartás, történeti ökológia, botanika- és erdészettörténet témakörökben végzi kutatásait és jelenteti meg publikációit.
A dendrológia területén több kritikus dendrotaxon (pl. molyhos tölgyek, magyar tölgy, szürke tölgy, fehér nyár, közönséges és balkáni bükk, magyar kőris, magas kőris, cseresznye és meggy hibridek) feldolgozásán túl a ritka fa- és cserjefajokról számos monografikus tanulmányt írt, szerkesztett, s foglalt kötetekbe. Ezen túl valamennyi hazánkban előforduló fásszárú növényfajra tematikus határozót állított össze, illetve életforma-rendszert dolgozott ki rájuk, s elsőként sorolta be őket architektúrális típusokba. 1994 óta részt vesz a mérsékelt és hideg égövi dendrotaxonok monografikus feldolgozását célzó projektben, melynek eredményei az Enzyklopädie der Holzgewächse – Atlas und Handbuch der Dendrologie c. könyvsorozatban folyamatosan jelennek meg. E munka keretében napjainkig 23 dendrotaxon részletes bemutatása az ő nevéhez fűződik. Az európai dendroflóra tagjaira (1202 faj) külön növekedési és életforma rendszert állított fel.
A Kőszegi-hegység, Őrség, Vend-vidék, valamint a Nyírség és Szatmár–Beregi-sík bizonyos részterületein a florisztikai-fitocönológiai felmérések, térképezések irányítója volt, amelyek alapján több terület védetté nyilvánítását kezdeményezte (barabási Kaszonyi-hegy, hajdúböszörményi Város-erdő, kőszegi tőzegmohás láp, Őrségi Nemzeti Park). Hazánkra nézve új erdőtársulás-rendszert dolgozott ki, melyet az erdész szakma is átvett.
Elsőként foglalkozott a hazai dendroflóra tagjainak, illetve a magyarországi erdőtársulások veszélyeztetettségének, történeti és jelenlegi veszélyforrásainak feltárásával, vörös listáik összeállításával. Ugyancsak elsőként állította össze a hazai inváziós, potenciálisan inváziós és adventív fa- és cserjefajok tudományos alapokon nyugvó fekete, szürke és fehér listáját, illetve készített róluk monografikus feldolgozásokat.
Kezdeményezője volt az ökológiai alapokon nyugvó hazai erdészeti tájbeosztásnak, a Kárpát-medencei egykori őserdőleírásokat összegyűjtötte, s az ezzel kapcsolatos ismereteket a rendszerváltozás után kibontakozó folyamatos erdőborításon alapuló erdőfenntartás szolgálatába állította. A természeti folyamatokat figyelembe vevő erdőkezelés érdekében projektet vezetett és összefoglaló tanulmányt szerkesztett. Számos erdőmonográfia (Bockerek-erdő, Sóstói-erdő, Baktai-erdő, hajdúböszörményi Város-erdő, Szalafői Őserdő, Kőszegi-hegység, Őrség, Börzsöny) összeállítása, szerkesztése is az ő nevéhez fűződik.
Több erdész és botanikus életrajzát írta meg, Oroszi Sándorral három nagyobb korszak magyar erdészeti irodalmának bibliográfiáját állították össze.
1999–2001 között vezette azt az 58 tudományos kutatóból álló csoportot, amely az Őrségi Nemzeti Parkot megalapozó botanikai-zoológiai kutatásokat végezte, s melynek eredményei 10 kötetben láttak napvilágot. 2002–2005 között a „Magyarország természetes növényzeti örökségének felmérése és összehasonlító értékelése” c. projektet vezette, ahol konzorciumvezetői feladatokat is ellátott. E projekt keretében az ország teljes területére nézve valamennyi edényes növényfaj (~2200 faj) flóratérképezését elvégezték, továbbá valamennyi élőhely-típus finom léptékű térképezése, állapotuk leírása is megtörtént. Ennek eredményeként jelent meg 2015-ben a „Magyarország edényes növényfajainak elterjedési atlasza (Atlas Florae Hungariae)”, illetve 2011-ben a „Magyarország élőhelyei (ÁNÉR 2011)” c. könyv. 2010–2012 között a „Természeti örökségünk megőrzése és fenntartható hasznosítása” c. projekt vezetője volt, 2012–2014 között a „Silva naturalis – A folyamatos erdőborítás megvalósításának ökológiai, konzervációbiológiai, közjóléti és természetvédelmi szempontú elemzése” c. projektet irányította. Az 1990-es évek eleje óta részt vesz a hazai erdőrezervátum-kutatásban is.
A botanika, az erdészet és a természetvédelem területén eddig 5 idegen és 17 magyar nyelvű könyve, 45 idegen és 358 magyar nyelvű könyvrészlete, 53 idegen és 192 magyar nyelvű szakcikke jelent meg. Továbbá 4 idegen és 22 magyar nyelvű könyv szerkesztője, 34 egyetemi jegyzet, 22 ismeretterjesztő könyv és 153 ismeretterjesztő cikk szerzője.
Az év fája mozgalom hazai elindítója volt 1996-ban, jelenleg is elnöke az Év fája kuratóriumnak, illetve a magyarországi faóriások és famatuzsálemek 1990-ben általa indított összegyűjtésével internetes adatbázist hozott létre és ebből könyvet jelentetett meg.
A polgári értékrendet képviselő Sopron híve. Egykori mentorainak, Kubinszky Mihály professzornak és Csapody István természetvédelmi felügyelőnek köszönhetően – Sopronba való visszakerülése után – aktív tevékenységet folytat a helyi társadalomban. A Soproni Városszépítő Egyesület vezetőségébe 1995-ben került be, 1999-től 2011-ig alelnöki funkciót kapott, amely keretében a város és környéke fásításával, az elődök emlékeinek megőrzésével, továbbá a Soproni Szemle megjelentetésével foglalkozott. A város patinás helytörténeti folyóiratának kuratóriumába 1995-ben került be, 1998-tól a kuratórium alelnöke, 2004-től elnöke.
A selmeci–soproni diákhagyományok őrzésének elkötelezett híve, többek között Sopron testvérvárosáról, Selmecbányáról, Oroszi Sándor évfolyamtársával közösen négy könyvet írt (Selmec, Selmec, sáros Selmec ..., 1991; Szép kis város Selmecbánya …, 2003; Ha Selmec hív …, 2009; Selmec, Téged soha nem feledtünk!, 2019). 2006-ban és 2016-ban egyik szervezője volt az 1956-os forradalom és szabadságharc 50., ill. 60. évfordulója megünneplésének, utóbbira szintén Oroszi Sándorral jelentették meg „A határ két oldalán. Visszaemlékezés-morzsák az ’56-os forradalmi soproni eseményekre” c. gyűjteményes kötetüket. Ő volt a kezdeményezője annak, hogy a selmeci–soproni diákhagyományokat 2014-ben az UNESCO Szellemi Kulturális Örökségének listájára felvegyék. 2018–19-ben a M. Kir. Bányászati és Erdészeti Főiskola Selmecről Sopronba történő áttelepülésének centenáriumán egyik szervezője a várossal közös emlékkonferenciának, amely előadásait szerkesztett formában – Bende Attilával közösen – a Soproni Szemle tematikus számában jelentették meg.
1994 óta tagja Sopron egyik legpatinásabb közösségének, a Kitaibel Pál Természettudományi Asztaltársaságnak, tagja továbbá a Soproni Tudós Társaságnak is. A Sopronhoz köthető természettudósok emlékének hű ápolója, több tanulmánya jelent meg Kitaibel Pálról, Gombocz Endréről, Kárpáti Zoltánról, Fehér Dánielről, Kövessi Ferencről, Nemky Ernőről, Vancsura Rudolfról, Gencsi Lászlóról, s különösen Csapody Istvánról és Rakonczay Zoltánról, illetve a lokálpatrióta Adorján Attiláról és Kubinszky Mihályról. A soproni temetőkben nyugvó, a Soproni Egyetem és jogelődjei tanárainak sírjait önálló kataszterbe rendezte.

## Családja
Felesége dr. Somogyi Ilona Csilla biológia–kémia szakos középiskolai tanár, mestertanár, fiúk (Tamás, 1994) logisztikai mérnök (BSc), illetve vezetés és szervezés (MSc) diplomát szerzett.

## Díjai, elismerései
- Pro Natura-díj (1995)
- Nívó-díj (a Fa- és cserjehatározó tankönyvért, 1997)
- Boros Ádám-díj (a Tilia című periodika alapításáért és szerkesztéséért, 1998)
- Soproni Egyetem Kiváló Dolgozója (1998)
- Mestertanár Aranyérem (1999)
- Fáy András díj (1999)
- Tuzson János emlékérem (2002)
- Soó Rezső centenáriumi emléklap (2003)
- Fehér Dániel emlékplakett (2005)
- Magyar Köztársaság elnökének ezüstérme (2007)
- Műszaki Környezetvédelmi Felsőoktatásért díj (2008)
- Kaán Károly díj (2010)
- Pro Silva Hungaria Egyesület oklevele (2011)
- Nívó-díj (a Természetvédelmi növénytan tankönyvért, 2013)
- Nívó-díj (a Természetvédelmi élőhelykezelés tankönyvért, 2013)
- Magyar Érdemrend Tisztikereszt (2014)
- Borbás emlékplakett (2019)
- Civitas Fidelissima díj (Sopron, 2022)
- Kiváló PhD-témavezető (2023)

### Főbb publikációi
(csak könyvek és önálló kiadványok)
- Sárospatak környékének flórája. – HNF Városi Bizottsága, Sárospatak, 89 pp. (1982)
- A Nyírség és a Szatmár-beregi sík florisztikai-cönológiai kutatásának repertóriuma. – Megyei és Városi Könyvtár, Nyíregyháza, 22 pp. (1985)
- Selmec, Selmec, sáros Selmec ... Vademecum erdészek számára. – Erdészettörténeti Közlemények IV., 140 pp. (Társszerző: Oroszi S.) (1991)
- Vörös Lista. Magyarország veszélyeztetett és védett fa- és cserjefajai. – Saját kiadás, Szombathely, 24 pp. (1991)
- Latin–magyar segédlet a növényi fajok tudományos nevezéktanához. – Erdészeti és Faipari Egyetem, Sopron, 51 pp. (1991)
- Útmutató védett növényeink ismeretéhez és gyakorlati védelméhez. – Erdészeti és Faipari Egyetem, Sopron, 72 pp. (Társszerző: Csapody I.) (1992)
- Itt tó van a Tátra ölén ... Vademecum erdészek számára. – Erdészettörténeti Közlemények XII., 140 pp. (Társszerző: Oroszi S.) (1994)
- Magyarország faóriásai és famatuzsálemei. – Erdészettörténeti Közlemények XV., 242 pp. (1994)
- A Kőszegi-hegység vegetációja I-II. – Saját kiadás, Kőszeg – Sopron, 200 pp. (szerk.) (1994)
- Dendrológia a vadgazda üzemmérnökhallgatók számára. – Erdészeti és Faipari Egyetem, Sopron, 120 pp. (1994)

- Dendrológia az erdélyi távoktatás hallgatói számára. – Erdészeti és Faipari Egyetem, Sopron, 100 pp. (1994)

- A magyar erdészeti irodalom bibliográfiája 1965 – 1990. – Erdészettörténeti Közlemények XVIII., 440 pp. (Társszerző: Oroszi S.) (1995)
- Erdei fa- és cserjefajok előfordulása Magyarországon. – Saját kiadás, Sopron, 224 pp. (Társszerző: Mátyás Cs.) (1995)
- A magyar erdészeti irodalom bibliográfiája 1935 – 1944. – Erdészettörténeti Közlemények XXVI., 62 pp. (Társszerző: Oroszi S., Frank N.) (1996)
- Fa- és cserjehatározó. Rügy-, levél-, virág-, termés- és mag-, csíranövény-, kéreghatározó. – Erdészeti és Faipari Egyetem, Sopron, 312 pp. (1996)
- A magyar erdészeti irodalom bibliográfiája. 1. Csapody I.: Kiegészítések a Gerlai-féle bibliográfiához. 2. Balogh F-né: Lakatos Károly-bibliográfia. – Erdészettörténeti Közlemények XXXIII., 64 pp. (Társszerző: Oroszi S.) (1997)
- Fa- és cserjehatározó. – Mezőgazda Kiadó, Budapest, 340 pp. (1997)
- Erdőgazdálkodás és természetvédelem. A közép- és kelet-európai természetes és természetközeli erdők kezelése és bölcs hasznosítása. – IUCN Magyarországi Alapítvány, Gland – Budapest, 42 pp. (Társszerző: Tímár G.) (1997)
- Dendrológia a vadgazda mérnökhallgatók számára. – Soproni Egyetem, Sopron, 100 pp. (1998)
- Fekete Lajos (1837–1916) élete és munkássága. Erdésznagyjaink arcképcsarnoka 1. – Soproni Egyetem, Erdőmérnöki Kar, 32 pp. (1998)
- Növényrendszertan a környezetmérnöki távoktatási szak hallgatói számára. – Soproni Egyetem, Sopron, 40 pp. (1998)
- Válogatott tanulmányok. – Tilia VI., 268 pp. (szerk.) (1998)
- Dendrológia az erdőmérnök-hallgatók számára. – Soproni Egyetem, Sopron, 98 pp. (1998)
- Dendrological studies / Dendrologische Studien. – Tilia VII. Suppl., 92 pp. (1999)
- Románia fa- és cserjefajai a környezetmérnök-hallgatók számára. – Soproni Egyetem, Sopron, 160 pp. (Társszerző: Börcsök Z.) (1999)
- Vegetációismeret a környezetmérnöki távoktatási szak hallgatói számára. – Soproni Egyetem, Sopron, 92 pp. (Társszerző: Király G.) (1999)
- Magyarország ritka fa- és cserjefajai I. – Tilia VII., 288 pp. (Társszerkesztő: Bölöni J., Király G.) (1999)
- Növényrendszertan. – Soproni Egyetem, Sopron, 88 pp. (1999)
- Magyarország fa- és cserjefajai. – Mezőgazda Kiadó, Budapest, 302 pp. (1999)
- Növényföldrajz és társulástan. – Soproni Egyetem, Sopron, 92 pp. (1999)
- Mestereink. Ilyennek láttuk őket. Emlékmorzsák a közelmúlt jeles botanikusairól. – Tilia VIII., 128 pp. (Társszerkesztő: Csapody I., Szodfridt I.) (2000)
- Válogatott tanulmányok II. – Tilia IX., 241 pp. (szerk.) (2000)
- Románia fa- és cserjefajai a vadgazda mérnök hallgatók számára. – Nyugat-Magyarországi Egyetem, Sopron, 160 pp. (Társszerző: Börcsök Z.) (2000)
- Vörös Lista. Magyarország veszélyeztetett fa- és cserjefajai. Kék lista. Magyarország aktív védelemben részesülő fa- és cserjefajai. Fekete Lista. Magyarország adventív fa- és cserjefajai. Red List. Threatened trees and shrubs in Hungary. Blue List. Threatened trees and shrubs with stabilized or increasing abundance in Hungary. Black List. Adventive trees and shrubs in Hungary. – LővérPrint, Sopron, 32 pp. (2000)
- Fehér Dániel (1890–1955) élete és munkássága. Erdésznagyjaink arcképcsarnoka 14. – Nyugat-Magyarországi Egyetem, Sopron, 28 pp. (Társszerző: Csapody I.) (2000)
- Növényrendszertan I. (Dendrológia) a környezetmérnök-hallgatók számára. – Nyugat-Magyarországi Egyetem, Sopron, 344 pp. (2000)
- Veszélyeztetett erdőtársulások Magyarországon. – WWF füzetek XVIII., 32 pp. (2001)
- Növényrendszertan a környezetmérnök-hallgatók számára. – Nyugat-Magyarországi Egyetem, Sopron, 340 pp. (Társszerző: Börcsök Z., Király G.) (2001)

- Növényrendszertan II. a környezetmérnök-hallgatók számára. – Nyugat-Magyarországi Egyetem, Sopron, 80 pp. (Társszerző: Börcsök Z., Király G.) (2001)

- A természetszerű erdők kezelése, a kultúr- és a származékerdők megújítása. Átmenet a természeti folyamatokat figyelembe vevő erdőkezelés felé. – A KöM Természetvédelmi Hivatalának tanulmánykötetei. 7. TermészetBúvár Alapítvány Kiadó, Budapest, 286 pp. (szerk.) (2001)
- Tamás József: A soproni hegyvidéki erdők történelmi fejlődése, tájleírásai a fafaj, elegyarány és korosztály viszonylatában napjainkig 1955. – Erdészettörténeti Közlemények L., 134 pp. (közzététel) (2001)
- Növényvilág védelme. – Nyugat-Magyarországi Egyetem, Sopron, 58 pp. (2001)
- Csapody István (1930–2002) élete és munkássága. Erdésznagyjaink arcképcsarnoka 17. – Nyugat-Magyarországi Egyetem, Erdőmérnöki Kar, Sopron, 34 pp. (2002)
- Fa- és cserjehatározó. – Nyugat-Magyarországi Egyetem, Sopron, 311 pp. (2002)
- Szép kis város Selmecbánya … Kalauz a régi és az új Selmecbányához. – Országos Erdészeti Egyesület Erdészettörténeti Szakosztály, Budapest, 176 pp. (Társszerző: Oroszi S.) (2003)
- Őserdők a Kárpát-medencében. – Ekvilibrium Kiadó, Budapest, 204 pp. (Társszerző: Oroszi S.) (2004)
- Magyarország élőhely-csoportjai, kitekintéssel a Kárpát-medence egészére. – Nyugat-Magyarországi Egyetem, Sopron, 74 pp. (2004)
- Így is lehet fát vágni! – WWF Magyarország, Budapest, 60 pp. (Társszerző: Gadó Gy. P., Szabó G., Tímár G.) (2004)
- Másfél évszázad növényföldrajzi gondolataiból. – Tilia XII., 302 pp. (Társszerkesztő: Oroszi S.) (2004)
- Magyarország természetes növényzeti öröksége. – Nemzeti Kutatási és Technológiai Hivatal, LővérPrint, Sopron, 22 pp. (Társszerző: Botta-Dukát Z., Csiky J., Farkas S., Király G., Molnár V. A., Molnár Zs., Somlyay L.) (2005)
- Magyarország erdészeti tájai. – Állami Erdészeti Szolgálat, Budapest, 154 pp. (Társszerző: Bidló A., Berki I., Király G., Koloszár J., Mátyás Cs., Víg P.) (2006)
- Növényrendszertan I. Dendrológia. – Nyugat-Magyarországi Egyetem, Sopron, 374 pp. (2006)
- A magyarországi erdők természetessége. – WWF füzetek XXVII., 44 pp. (Társszerkesztő: Gálhidy L.) (2007)
- A növénytan oktatásának kétszáz éve (1808 – 2008). Selmec – Sopron. – Erdészettörténeti Közlemények LXXV., 162 pp. (szerk.) (2008)
- Kövessi Ferenc (1875–1945) élete és munkássága. Erdésznagyjaink arcképcsarnoka 21. – Nyugat-magyarországi Egyetem, Erdőmérnöki Kar, 44 pp. (2009)
- Növényismeret. (Alacsonyabbrendűek és lágyszárúak). – Mezőgazda Kiadó, Budapest és Soproni Egyetem Kiadó, Sopron, 266 pp. (Társszerző: Király G., Vidéki R.) (2008, 2023)
- A Bockerek-erdő. – Nyírerdő Zrt., Nyíregyháza–Sopron, 272 pp. (Társszerkesztő: Vidéki R.) (2008)
- Ha Selmec hív … – Erdészettörténeti Közlemények LXXX., 160 pp. (Társszerző: Oroszi S.) (2009)
- Nemky Ernő (1909–1986) élete és munkássága. Erdésznagyjaink arcképcsarnoka 22. – Nyugat-magyarországi Egyetem, Erdőmérnöki Kar, 30 pp. (Társszerző: Vancsura R.) (2009)
- Őserdőleírások a Kárpát-medencéből. – Erdészettörténeti Közlemények LXXXI., 267 pp. (Társszerző: Barton Zs., Oroszi S.) (2010)
- Latin–magyar segédlet a növény- és gombafajok tudományos nevezéktanához. – Nyugat-magyarországi Egyetemi Kiadó, Sopron, 54 pp. (2010)
- A Kárpát-medence élőhely-csoportjai. – Nyugat-magyarországi Egyetem, Sopron, 94 pp. (2010)
- Magyarország ritka fa- és cserjefajai II. – Tilia XV., 378 pp. (szerk.) (2010)
- Flora parva Tatrensis ad usum et delectationem suique amicorum conscriptus ab auctore doctoris Stephanus Csapody / 1984. Kis tátrai flóra, amelyet maga és barátai használatára és gyönyörűségére írt dr. Csapody István / 1984. – Nyugat-magyarországi Egyetem Növénytani és Természetvédelmi Intézet, Sopron, 53 pp. (közzététel) (2010)
- A Baktai-erdő. – Nyírerdő Zrt., Nyíregyháza – Sopron, 415 pp. (szerk.) (2010)

- Emlékeink… Visszaemlékezések és diákhumormorzsák a matematika legendás professzoráról, szobrának avatása kapcsán [Moór Arthur]. – Saját kiadás, Sopron, 92 pp. (Társszerkesztő: Kovács M., Oroszi S.) (2010)
- Fászl István: Sopron flórája. – Nyugat-magyarországi Egyetemi Kiadó, Sopron, 76 pp. (közzététel) (2011)
- A Soproni-hegység erdőállományainak története. – Tanulmányi Állami Erdőgazdaság Zrt., Sopron, 240 pp. (Társszerkesztő: Oroszi S.) (2011)
- Vegetációismeret. – Nyugat-magyarországi Egyetemi Kiadó, Sopron, 134 pp. (2011)
- Növényvilág védelme. – Nyugat-magyarországi Egyetemi Kiadó, Sopron, 270 pp. (Társszerző: Korda M., Markovics T.) (2011, 2013, 2014, 2022, 2024)
- Természetvédelmi növénytan. – Mezőgazda Kiadó, Budapest, 403 pp. (szerk.) (2012)
- Növényföldrajz és növénytársulástan. – Nyugat-magyarországi Egyetemi Kiadó, Sopron, 256 pp. (2012)
- Magyarország ritka fa- és cserjefajainak atlasza. – Kossuth Kiadó, Budapest, 352 pp. (szerk.) (2012)
- Dendrológia. – Nyugat-magyarországi Egyetemi Kiadó, Sopron, 252 pp. (2012)
- A Kitaibel Pál Természettudományi Asztaltársaság tagjai és összejövetelei. – Saját kiadás, Sopron, 64 pp. (Társszerző: Wallner Á.) (2012)
- A Sóstói-erdő. – Nyírerdő Zrt., Nyíregyháza – Sopron, 624 pp. (szerk.) (2013)
- Jablánczy Sándor: A szálalóerdő jelentősége Magyarországon / Fekete Lajos: A szálaló erdők használata, felújításuk és ápolásuk. – Silva naturalis Vol. 2., 175 pp. (Társszerkesztő: Barton Zs.) (2013)
- Természetvédelmi élőhelyismeret. – Mezőgazda Kiadó, Budapest, 213 pp. (2013)
- Heinrich David Wilckens: Erdészettan I. és II. kötet. Nedeczei Nedeczky Ferenc 1814–15-ben német nyelven készített jegyzetei alapján magyarra fordította Zakar János. – Saját kiadás, Sopron, 215 pp. (közzététel) (2014)
- Heinrich David Wilckens: Erdészettan III. kötet. Nedeczei Nedeczky Ferenc 1814–15-ben német nyelven készített jegyzetei alapján magyarra fordította Zakar János. – Erdészettörténeti Közlemények Vol. 89., 84. pp. (Társközzétevők: Oroszi S., Puskás L.) (2014)
- A Szalafői Őserdő. – Őrségi Nemzeti Park Igazgatóság, Őriszentpéter, 214 pp. (Társszerkesztő: Horváth J.) (2014)
- Vadregényes erdőtáj – a Börzsöny. – Ipoly Erdő Zrt., Balassagyarmat, 599 pp. (Társszerkesztő: Nagy L., Oroszi S.) (2014)
- A folyamatos erdőborítás gyakorlati megvalósításának tapasztalatai. – Silva naturalis Vol. 4., 268 pp. (Társszerkesztő: Markovics T., Puskás L.) (2014)
- A folyamatos erdőborítás megvalósításának ökológiai, konzervációbiológiai, közjóléti és természetvédelmi szempontú vizsgálata. A kutatási részprojektek szakmai beszámolói. – Silva naturalis Vol. 6., 316 pp. (Társszerkesztő: Puskás L.) (2014)
- Magyarország edényes növényfajainak elterjedési atlasza / Distribution atlas of vascular plants of Hungary. – Nyugat-magyarországi Egyetem Kiadó / University of West Hungary Press, Sopron, 329 pp. (Társszerző: Király G., Schmidt D., Tiborcz V., Barina Z., Csiky J., Jakab G., Lesku B., Schmotzer A., Vidéki R., Vojtkó A., Zólyomi Sz.) (2015)
- Vancsura Rudolf (1927–2014) élete és munkássága. – Saját kiadás, Sopron, 30 pp. (Társszerző: Gencsi L.) (2015)
- Az Őrségi Nemzeti Park I–II. – Őrségi Nemzeti Park Igazgatóság & Szülőföld Kiadó, Őriszentpéter – Szombathely, 980 pp. (szerk.) (2016)
- A határ két oldalán. Visszaemlékezés-morzsák az ’56-os forradalmi soproni eseményekre. – Nyugat-magyarországi Egyetem Kiadó, Sopron, 428 pp. (Társszerkesztő: Oroszi S.) (2016)
- Simoncsics Pál: Növénynevek magyarázó szótára. – Tilia XVIII., 458 pp. (Társszerkesztő: Gyulai G.) (2017)
- Közösségi és kiemelt közösségi jelentőségű, erdőben (is) élő fajok, illetve erdei élőhelyek. – Soproni Egyetem Kiadó, Sopron, 101 pp. (Társszerző: Korda M.) (2017)

- Selmec, Téged soha nem feledtünk! – Soproni Egyetem Kiadó, Sopron, 398 pp. (Társszerző: Oroszi S.) (2019)
- Inváziós növények visszaszorítása ormánsági élőhelyeken. Módszertani útmutató. – Mecsekerdő Zrt., Pécs, 64 pp. (Társszerző: Korda M., Csiszár Á.) (2019)
- Rakonczay Zoltán élete és munkássága. – Soproni Egyetem Kiadó, Sopron, 112 pp. (Társszerkesztő: Markovics T.) (2019)
- Selmectől Sopronig – Centenáriumi emlékkonferencia. – Soproni Szemle Vol. 73(3), 77 pp. (Társszerkesztő: Bende A.) (2019)
- Vörös Lista. Magyarország veszélyeztetett fa- és cserjefajai. / Red List. Threatened tree and shrub species of Hungary. – Soproni Egyetem Kiadó / University of Sopron Press, Sopron, 59 pp. (2019)
- Invasive plant control in habitats of Ormánság. Methodological guide. – Mecsekerdő Zrt., Pécs, 64 pp. (Társszerző: Korda, M., Csiszár, Á.) (2019)
- Fekete Lista. Magyarország inváziós fa- és cserjefajai. / Black List. Invasive tree and shrub species of Hungary. * Szürke Lista. Magyarország potenciálisan inváziós fa- és cserjefajai. / Grey List. Potentially invasive tree and shrub species of Hungary. – Soproni Egyetem Kiadó / University of Sopron Press, Sopron, 84 pp. (2020)
- A folyamatos erdőborítás elméleti alapjainak és gyakorlati megvalósításának bibliográfiája a magyar nyelvű szakirodalom alapján. – Silva naturalis Vol. 7., 58 pp. (Társszerző: Haszonits Gy.) (2020)
- Checklist of the Hungarian dendroflora. – University of Sopron Press, Sopron, 86 pp. (2021)
- Dendrológia. – Soproni Egyetem Kiadó, Sopron, 169 pp. (2022)
- Gencsi László (1924–2022) élete és munkássága. Erdésznagyjaink arcképcsarnoka 31. – Soproni Egyetem Kiadó, Sopron, 47 pp. (Társszerző: Csécsei I.) (2022)
- Az erdészeti tudományok története Magyarországon. Az MTA Erdészeti Tudományos Bizottságának tanulmánykötete I. – Soproni Egyetem Kiadó, Sopron, 399 pp. (Társszerkesztő: Csóka Gy., Mátyás Cs.) (2022)
- A Kitaibel Pál Természettudományi Asztaltársaság tagjai és összejövetelei. – Saját kiadás, Sopron, 76 pp. (2023)
- Dendrológia ismétlő tananyag. A fajok sokszempontú csoportosítása. – Soproni Egyetem Kiadó, Sopron, 69 pp. (2023)
- Amit egy baleknak tudnia kell. Szemelvények a selmeci diákhagyományok köréből. – Soproni Egyetem Kiadó, Sopron, 173 pp. (Társszerző: Bende A.) (2023)
- A bükk és a bükkösök Magyarországon. – Soproni Egyetem Kiadó, Sopron, 507 pp. (Társszerkesztő: Csóka Gy., Mátyás Cs.) (2024)
- Nomenklatorische und taxonomische Bewertung der Ungarischen Eiche (Quercus conferta Kit.) und ihrer infraspezifischen Taxa. – University of Sopron Press, Sopron, 106 pp. (2024)
- A dualizmus időszakának erdész polihisztora * Fekete Lajos akadémikus élete és munkássága. – Soproni Egyetem Kiadó, Sopron, 496 pp. (Társszerző: Bende A.) (2025)